# Ampelion
Ampelion és un gènere d'ocells de la família dels cotíngids (Cotingidae), propi de les zones forestals properes als Andes, des de Veneçuela i Colòmbia fins a Perú i Bolívia.

## Llistat d'espècies
Segons la Classificació del Congrés Ornitològic Internacional (versió 14.2, 2024) aquest gènere està format per dues espècies:
- Cotinga emplomallada fosca (Ampelion rubrocristatus d'Orbigny & Lafresnaye, 1837)
- Cotinga emplomallada collroja (Ampelion rufaxilla Tschudi, 1844)